# Louis Friant
Louis Friant, conte Friant (18 septembrie 1758 - 24 iunie 1829) a fost un general francez al perioadei revoluționare și imperiale. 
1. ↑  Louis Friant, Baza de date Léonore, accesat în 9 octombrie 2017
2. 1 2 3  Autoritatea BnF, accesat în 10 octombrie 2015
3. 1 2  Louis Friant, Roglo